# Des Plaines (rivière)
Pour les articles homonymes, voir Des Plaines.
La rivière Des Plaines (Des Plaines River) est un cours d'eau de la région du Midwest, qui s'écoule sur 241 km, dans le Sud de l'État du Wisconsin et 
dans le Nord de l'État de l'Illinois aux États-Unis.
Cette rivière, à la limite de la ligne de partage des eaux entre le lac Michigan et la vallée du Mississippi, fut autrefois un lieu de portage de canoës pour les Amérindiens.

## Géographie

Carte de localisation

La rivière Des plaines prend sa source à l'ouest de la ville de Kenosha dans le Wisconsin. Ensuite son cours entre dans l'État voisin de l'Illinois. La rivière traverse le comté de Lake, puis le comté de Cook.
La rivière traverse la ville de Des Plaines, dont elle a donné son nom, et une partie du secteur d'O'Hare dans le nord-ouest de la ville de Chicago.
À la fin du XIXe siècle fut décidé de créer un canal de dérivation pour permettre de relier par voie de navigation le lac Michigan et la vallée du Mississippi. Les travaux durèrent une vingtaine d'années (1885-1905). Au moyen de plusieurs barrages, une partie des eaux du lac Michigan s'écoulent vers le Mississippi.
En amont de la ville de Joliet dans l'État de l'Illinois, la rivière Des Plaines reçoit les eaux de son principal affluent la rivière DuPage.
À l'ouest de la ville de Joliet, se situe le confluent de la rivière Des Plaines et de la rivière Kankakee. La confluence de ces deux rivières forme la rivière Illinois.

## Histoire
Au XVIIe siècle, à l'époque de la Nouvelle-France et de la Louisiane française, la rivière Des Plaines, joua un rôle important dans l'exploration de la région des Grands lacs et de la haute vallée du Mississippi. Tandis que Jacques Marquette et Louis Jolliet voyageaient sur la rivière Des Plaines, Sieur René Robert Cavelier de La Salle est entré dans le pays des Illinois par l'intermédiaire de la rivière Kankakee. Sieur de la Salle a voyagé sur la rivière Kankakee plusieurs fois avant son meurtre en 1687.